# Ángel Guirado
Ángel Guirado Aldeguer  (* 9. Dezember 1984 in Málaga, Spanien) ist ein spanisch-philippinischer Fußballspieler.

## Verein
Aldeguer spielte in seiner bisherigen Karriere bei 25 Vereinen in acht verschiedenen Ländern. Aktuell steht er beim spanischen Fünftligisten Alhaurín de la Torre CF unter Vertrag.

## Nationalmannschaft
Am 21. März 2011 gab Aldeguer sein Debüt für die philippinische A-Nationalmannschaft gegen Myanmar (1:1) bei der Qualifikation zum AFC Challenge Cup 2012. Mittlerweile kommt er dort auf 43 Partien, in denen er 13 Treffer erzielen konnte.